# Euophrys kirghizica
Euophrys kirghizica là một loài nhện trong họ Salticidae.
Loài này thuộc chi Euophrys. Euophrys kirghizica được Dmitri Viktorovich Logunov miêu tả năm 1997.